# (9157) 1983 RB4
(9157) 1983 RB4 est un astéroïde de la ceinture principale découvert en 1983.

## Description
(9157) 1983 RB4 a été découvert le 2 septembre 1983 à la Station Anderson Mesa, un des deux sites d'observation de l'Observatoire Lowell, Arizona (États-Unis), par Norman G. Thomas.

### Caractéristiques orbitales
L'orbite de cet astéroïde est caractérisée par un demi-grand axe de 2,43 UA, un périhélie de 1,89 UA, une excentricité de 0,22 et une inclinaison de 2,98° par rapport à l'écliptique. Du fait de ces caractéristiques, à savoir un demi-grand axe compris entre 2 et 3,2 UA et un périhélie supérieur à 1,666 UA, il est classé, selon la JPL Small-Body Database, comme objet de la ceinture principale.

### Caractéristiques physiques
(9157) 1983 RB4 a une magnitude absolue (H) de 14,4 et un albédo estimé à 0,060.